# خاردارماهی خال‌خالی
خاردارماهی خال‌خالی (نام علمی: Cyclichthys spilostylus) نام یک گونه از سرده ماهی‌های قورباغه‌ای بادکنکی است.